# Johannes Musaeus
Pour les articles homonymes, voir Musaeus.
Johannes Musaeus (né le 7 février 1613 à Langewiesen, mort le 4 mai 1681 à Iéna) est un théologien protestant allemand.

## Biographie
Musaeus est le fils du pasteur Johannes Musaeus et de sa femme Sibylla Sturm. Ses deux jeunes frères sont les théologiens Johann et Peter Musaeus. Ses parents ont pour amis les théologiens Tilemann Hesshus, Daniel Hoffmann et Simon Musaeus.
Comme ses frères, Musaeus reçoit ses premières leçons de son père. Plus tard, il va à l'école latine d'Arnstadt et, à partir de 1633, étudie à la faculté luthérienne de l'université d'Erfurt, par exemple auprès de Georg Großhain, Johann Matthäus Meyfart, Daniel Stahl et Nicolaus Zapf. Musaeus termine sa disputatio en septembre 1634 et part pour l'université d'Iéna.
Sa disputatio y est également couronnée de succès et en août 1635, il reçoit le magistère de philosophie. En tant que chargé de cours privé, il reçoit un poste d'enseignant dans cette matière et en même temps il étudié la théologie auprès notamment de Johann Gerhard, Johann Himmel, Johannes Major et Salomo Glassius. En janvier 1643, Musaeus est nommé pour succéder à Johann Michael Dilherr comme professeur d'histoire et de poésie.
En 1645, il s'installe à la faculté de théologie de la même université et est nommé professeur titulaire à compter du 1er janvier 1646. En mai de la même année, il reçoit un doctorat de théologie. Musaeus participe aux tâches d'organisation de l'université d'Iéna. Il est plusieurs fois doyen de la faculté de théologie et recteur de l'alma mater en 1646, 1651, 1657, 1665, 1673, 1679.

## Œuvre
Musaeus prend position contre les théologiens catholiques Vitus Erbermann, Jodokus Kedde et Jacob Masen et contre les sociniens, par exemple Ernst Soner. Au début des années 1670, la communauté autour de Matthias Knutzen le tient pour un spiritualiste radical ; contre Edward Herbert de Cherbury, il représente une vision différente de ce qui est suffisant pour le salut. Il est le fondateur d'une direction d'Iéna du luthéranisme orthodoxe.
L'éclectisme, représenté par exemple par Johann Franz Buddeus, est un thème à Iéna jusqu'au début du XVIIIe siècle grâce à l'influence de Musaeus.
Ses ouvrages De luminis naturae et ei innixae theologiae naturalis insufficientia ad salutem dissertatio contra Edoardum Herbert de Cherbury et Dissertatio de aeterno electionis decreto, au ejus aliqua extra Deum causa impulsiva deturne? sont mis à l’Index librorum prohibitorum le 1er décembre 1704.